# Сельково (Торопецкий район)
Сельково — деревня в Торопецком районе Тверской области. Входит в состав Плоскошского сельского поселения. Ранее входила в состав Волокского сельского поселения.

## География
Расположена примерно в 3 километрах к северо-западу от села Волок на реке Серёжа.

## Климат
Деревня, как и весь район, относится к умеренному поясу северного полушария и находится в области переходного климата от океанического к материковому. Лето с температурным режимом +15...+20 °С (днём +20...+25 °С), зима умеренно-морозная -10...-15 °С; при вторжении арктических воздушных масс до -30...-40 °С.
Среднегодовая скорость ветра  3,5-4,2 метра в секунду.

## Население
| 2010 |
| ---- |
| 1    |

Население по переписи 2002 года — 5 человек.